# Ґезойзе
Ґезойзе (нім. Gesäuse) — національний парк в Австрії, на території землі Штирія. Територія парку простягається вздовж долини річки Енс. Площа парку — 110 км ², до яких планується приєднати ще 15; він третій за площею національний парк країни. Ґезойзе — наймолодший національний парк Австрії, він був заснований 26 жовтня 2002 року.
Найвища точка парку — гора Гохтор (Hochtor) — 2 369 метрів.
Парк розташований у гористій місцевості, примітний мальовничими ландшафтами та незайманою природою. На території парку трапляється велика кількість рідкісних рослин і тварин. Глибока долина річки Енс, що проходить через весь парк, привертає велику кількість туристів. Серед історичних пам'яток виділяється бенедиктинський монастир Адмонт, заснований в 1074 році зальцбурзькими архієпископами. Монастир знаменитий своєю бібліотекою, яка є одним із найбільших у світі монастирським книгосховищем.